# Junkers Ju 160
O Junkers Ju 160 foi um avião de transporte aéreo veloz, monoplano e monomotor, desenvolvido pela Junkers a partir do Junkers Ju 60. A Deutsche Lufthansa operou uma frota de pelo menos 20 exemplares de 1935 até ao final da Segunda Guerra Mundial.